# Bartolomeu de Olagué
Bartolomeu de Olagué (n. ?-m. Santiago de Compostela, Fevereiro de 1658). Foi um compositor e organista espanhol que esteve activo nas Catedrais de Burgos e Santiago de Compostela.

## Vida
Bartolomeu de Olagué (n. ?-m. Santiago de Compostela, Fevereiro de 1658). Foi um compositor e organista espanhol.
O seu apelido Olagué sugere uma origem basca (Olaegui). Do pouco que se sabe da vida deste compositor e organista é que a 20 de Junho de 1644 foi nomeado Mestre de Capela na Catedral de Burgos, e que foi nomeado para o mesmo cargo na Catedral de Santiago de Compostela em Março de 1651.

## Obra
A produção musical de Bartolomeu de Olagué que chegou aos nossos dias diz respeito exclusivamente à música para órgão, num total de 24 peças, entre tentos (tentos e tentos de meio-registo), versos, entradas, uma xácara, uma canção, uma toada, um Pange Lingua, e um Sacris Solemnis. Todas elas se encontram na Biblioteca Pública Municipal do Porto num manuscrito com música ibérica para órgão do séc. XVII intitulado: "Libro De Cyfra Adonde se Contem varios Jogos De Versos, e Obras, e Outras Coriosidades De Vários Autores" (P-Pm, MM 42).  O manuscrito contém um total de 86 Peças.

## Lista das Peças para Órgão
1- Obra de 1º Tom de Ambas as mãos
2- [Primeiro] Jogo de Versos de Todos os Toñs
3- Obra de 8º Tom de Cheo
4- [Segundo] Jogo de Versos de Todos os Tõns
5- Registo Alto de Dois Tiples
6- [Terceiro] Jogo de Versos
7- [Primeiro] Registo Alto de 1º Tom
8- Registo Baixo de 6º Tom
9- [Segundo] Registo Alto de 1º Tom
10- Registo Baixo de 1º Tom
11- Registo Alto de 4º Tom 
12- Registo Alto de 6º Tom
13- [Primeiro] Registo Alto de 8º Tom, Airoso
14- Registo Alto de 3º Tom
15- [Segundo] Registo Alto de 8º Tom
16- Toada de 8º Tom de Dois Tiples
17- Entradas de 8º Tom
18- Entradas de 1º Tom
19- Variedades da Xácara de 1º Tom
20- Canção de 1º Tom
21- Entradas de 5º Tom
22- Entradas de 6º Tom
23- Pange Lingua de 5º Tom
24- Sacris Solemnis de 5º Tom.

## Ligações Externas
- http://arquivodigital.cm-porto.pt/Conteudos/Conteudos_BPMP/MM-42/MM-42_item1/index.html

- http://data.bnf.fr/14006213/bertolomeu_de_olague/

- http://www.discogs.com/artist/2799721-Fray-Bartolomeo-de-Olague